# Riedau
Riedau là một đô thị thuộc huyện Schärding thuộc bang Oberösterreich, Áo. Đô thị Riedau có diện tích 8 km², dân số thời điểm năm 2006 là 2007 người.